# T-20 Komsomolets
El T-20 Komsomolets fue un tractor de artillería sobre orugas, utilizado por la Unión Soviética durante la Guerra de Invierno y en la Segunda Guerra Mundial.

## Características
El T-20 fue diseñado en 1936 en la Fábrica Ordzhonikidze Nro. 37 de Moscú. Fueron fabricados entre 1937-1941 en la Fábrica N.º 37, al igual que en la Fábrica de Tractores de Volgogrado y la GAZ.
El tractor fue diseñado para remolcar piezas de artillería ligera, tales como el cañón antitanque de 45 mm y el mortero pesado de 120 mm. Podía remolcar las piezas de artillería además de una pequeña cantidad de municiones, usualmente remolcada en un armón, junto a seis tripulantes. A veces se remolcaban dos armones, para aumentar la cantidad de municiones. 
En el compartimiento delantero iban el conductor y el comandante del vehículo; estaba completamente blindado y armado con una ametralladora DT de 7,62 mm, montada en un afuste hemisférico. En el compartimento trasero viajaban 6 soldados, sentados espalda con espalda en bancos laterales. Se le podía montar un toldo de lona en caso de malas condiciones climáticas. Disponía de un motor de 4 cilindros y desarrollaba una velocidad de 50 km/h con una autonomía de 250 km.
Se fabricaron aproximadamente 4.401 tractores T-20 entre 1937 y 1941.

## Historial de combate
Aunque el T-20 Komsomolets fue diseñado como un tractor de artillería, algunos vehículos fueron empleados en combate durante 1941, siendo utilizados como tanquetas.
El tractor T-20 fue empleado por el Ejército Rojo durante la Guerra de Invierno y la Segunda Guerra Mundial. Durante la Operación Barbarroja, unos 20 tractores T-20 fueron empleados como vehículos blindados de combate, aunque después de 1941 solamente fueron empleados como tractores de artillería.
Los ejércitos alemán y finlandés emplearon vehículos capturados. En la primavera y el verano de 1943, Rumania reparó 34 tractores T-20 capturados, oficialmente conocidos como "Șeniletă Ford rusesc de captură" (Vehículo sobre orugas Ford ruso capturado), en la Fábrica Rogifer (antes llamada Malaxa). Como el T-20 empleaba un motor Ford fabricado bajo licencia y había una fábrica Ford en Bucarest, la reparación y el mantenimiento fueron operaciones sencillas.
Los tractores fueron empleados para remolcar el cañón antitanque alemán PaK 38 de 50 mm. Las Divisiones de Infantería 5ª y 14.ª recibieron 12 unidades cada una, el 2º Regimiento Blindado recibió seis tractores y la 5ª División de Caballería recibió cuatro unidades en agosto de 1944. Todos los vehículos fueron destruidos en combate o confiscados por el Ejército Rojo tras el Golpe del Rey Miguel.

## Variantes
En 1941 se fabricó el ZiS-30, una variante de emergencia armada con el cañón antitanque ZiS-2 de 57 mm.
Los alemanes también modificaron algunos tractores capturados, montándoles encima un cañón antitanque PaK 36.

## Usuarios
- Unión Soviética
- Alemania nazi
- Finlandia
- Hungría[4]
- Rumania